# 翁果塔語
翁果塔語（Ongota、又稱）是埃塞俄比亚西南部的一種瀕危語言。2012年，聯合國教科文組織報告說，在埃塞俄比亚南方各族州韋托河西岸的小村莊裡只有12位老人還會說翁果塔語，其餘的族人就只講瑟麥語。 基本的句型語序為主賓動語序。翁果塔語或許歸屬亚非语系，但尚未明確分類。

## 語言分類
翁果塔語兼有亚非语系及尼罗-撒哈拉语系的特點，也因如此而混淆翁果塔語的語言分類方向。薩瓦及托斯科（Savà and Tosco 2007）表示，翁果塔語的詞法是歸屬於瑟麥語、或者獨一無二的。翁果塔語的音系如同瑟麥語，且50％的詞語可以連繫到瑟麥語詞根。他們還報告說，亞的斯亞貝巴大學（Addis Ababa University）的阿克利盧·耶爾馬（Aklilu Yilma）認為翁果塔語是皮欽克里奧爾語。他們說，一個強化性的結論是當地的一個傳說、翁果塔源於一個多民族的大熔爐。他們還進一步報告說，克里斯托弗·艾赫雷特（Christopher Ehret）認為翁果塔語屬於南俄摩迪克語系（South Omotic languages）；馬文·萊昂內爾·本德爾（(Marvin Lionel Bender）認為是庫希特語族；瓦茨拉夫·布拉澤克（——則認為是尼罗-撒哈拉语系；及庫希提西斯特·馬丁·馬斯(Cushiticist Maarten Mous 2003)認為是一種孤立语言。薩瓦及托斯科（Savà and Tosco 2003, 2007）他們認為翁果塔語是以尼羅-撒哈拉語為基層語言的東庫希特語族。也就是說，翁果塔語的使用者是從早期的尼羅-撒哈拉語轉到東庫希特語、其中語言痕跡仍然存在。弗萊明（Fleming 2006）認為翁果塔語是亞非語系的一個獨立分支。邦尼·山德斯（Bonny Sands 2009）認為薩瓦及托斯科的論點是最有說服力的論說。
翁果塔語衰落之主要原因是與其他部落的通婚。在20世紀90年代初，一些研究人員觀察到許多翁果塔族男性與Tsamakko族的女性結婚。孩子長大後只會說母親的語言，而不是父親的語言。（Mikesh, P. et al., 1992–1993）而近年來這種趨勢一直持續著。

## 外部連結
- A paper which includes a wordlist of Ongota （页面存档备份，存于）
- Mauro Tosco's Ongota entry in the Encyclopaedia Aethiopica
- Mauro Tosco presenting paper on Ongota as an isolate